# Cole Hocker
Cole Hocker, (né le 6 juin 2001), est un athlète américain spécialiste des épreuves de demi-fond et de fond.

## Biographie
Il remporte le 1 500 mètres des sélections olympiques américaines 2020 en 3 min 35 s 28, devant le champion olympique en titre Matthew Centrowitz. En dépit de sa victoire, il ne peut être sélectionné pour les Jeux olympiques puisqu'il ne s'est pas acquitté des minima fixés à 3 min 35 s 00. 
En 2024 il est médaillé d'argent aux championnats du monde en salle, derrière le Néo-Zélandais Geordie Beamish.
Aux Sélections olympiques américaines il remporte son deuxième titre sur 1 500 m avec un nouveau record personnel à 3 min 30 s 59.
Aux Jeux olympiques de Paris il remporte la médaille d'or en 3 min 27 s 65 devant le champion olympique en titre Jakob Ingebrigtsen. Son temps est le nouveau record olympique et record continental.

## Palmarès
| Date | Compétition                    | Lieu     | Résultat | Épreuve | Performance   |
| ---- | ------------------------------ | -------- | -------- | ------- | ------------- |
| 2021 | Jeux olympiques                | Tokyo    | 6e       | 1 500 m | 3 min 31 s 40 |
| 2023 | Championnats du monde          | Budapest | 7e       | 1 500 m | 3 min 30 s 70 |
| 2024 | Championnats du monde en salle | Glasgow  | 2e       | 1 500 m | 3 min 36 s 69 |
| 2024 | Jeux olympiques                | Paris    | 1er      | 1 500 m | 3 min 27 s 65 |

| Date | Compétition                       | Lieu   | Résultat | Épreuve | Marque        |
| ---- | --------------------------------- | ------ | -------- | ------- | ------------- |
| 2021 | Sélections olympiques américaines | Eugene | 1er      | 1 500 m | 3 min 35 s 28 |
| 2022 | Championnats des États-Unis       | Eugene | 6e       | 1 500 m | 3 min 39 s 57 |
| 2023 | Championnats des États-Unis       | Eugene | 3e       | 1 500 m | 3 min 35 s 46 |
| 2024 | Sélections olympiques américaines | Eugene | 1er      | 1 500 m | 3 min 30 s 59 |

## Records[5]
| Épreuve | Épreuve   | Performance    | Lieu         | Date            |
| ------- | --------- | -------------- | ------------ | --------------- |
| 800 m   | Plein air | 1 min 45 s 63  | Portland     | 9 juin 2024     |
| 800 m   | Salle     | 1 min 48 s 44  | Fayetteville | 13 février 2021 |
| 1 500 m | Plein air | 3 min 27 s 65  | Paris        | 6 août 2024     |
| 3 000 m | Salle     | 7 min 35 s 35  | New York     | 11 février 2024 |
| 5 000 m | Plein air | 12 min 58 s 82 | Los Angeles  | 17 mai 2024     |